# Relations entre le Bangladesh et l'Espagne
Les relations entre le Bangladesh et l'Espagne sont les relations bilatérales de la république populaire du Bangladesh et du royaume d'Espagne. Le Bangladesh a son ambassade à Madrid tandis que celle de l'Espagne se trouve à Dacca.

## Représentations
Le Bangladesh a 3 représentations en Espagne. Elles comprennent une ambassade à Madrid, des consulats à Barcelone et à Saragosse. L'ambassade espagnole est l'une des 83 représentations étrangères au Bangladesh, et l'une des 68 représentations étrangères à Dacca. L'ambassade d'Espagne à Dacca est l'une des 504 représentations diplomatiques et consulaires espagnoles à l'étranger.

## Relations économiques
Les deux pays entretiennent des relations chaleureuses. L'Espagne a prévu un événement en 2014 pour promouvoir les investissements au Bangladesh.
Actuellement, l'Espagne est la quatrième destination mondiale pour les exportations bangladaises et la troisième de l'Union européenne, derrière l'Allemagne et le Royaume-Uni. Le secteur de l'habillement représente 90 % des exportations totales vers l'Espagne. Ils sont conçus et fabriqués en association avec plusieurs chaînes de distribution mondialement reconnues, telles que Grupo Inditex, Mango et El Corte Inglés.

## Lutte contre le terrorisme
Pour commémorer le 47e anniversaire de l'indépendance du Bangladesh, l'ambassadeur bangladais en Espagne, Hassan Mahmood Khandker, a offert une réception à l'hôtel Intercontinental de Madrid, au cours de laquelle il a exprimé son souhait que l'Espagne maintienne son soutien au Bangladesh pour qu'il atteigne son plein développement en 2041. Après avoir gardé une minute de silence pour les héros de l'indépendance, l'ambassadeur Khandker a fait référence à la lutte de son pays contre le terrorisme. Un combat dans lequel l'Espagne apportera un soutien total, comme l'a dit dans son discours Fidel Sendagorta, le directeur pour l'Asie du ministère des affaires étrangères.

## Nations unies
Le Bangladesh a soutenu l'Espagne en 2014 lors de l'élection pour le siège non permanent au Conseil de sécurité des Nations unies, l'aidant ainsi à l'emporter et de siéger lors du mandat 2015-2016.